# Davutlar, Ereğli
Davutlar là một xã thuộc huyện Ereğli, tỉnh Zonguldak, Thổ Nhĩ Kỳ. Dân số thời điểm năm 2011 là 429 người.